# Klejdi Daci
Klejdi Daci (Tirana, 22 aprile 1999) è un calciatore albanese, attaccante dell'AGMK Olmaliq.

## Carriera
Il 31 gennaio 2023 viene acquistato a titolo definitivo dalla squadra albanese del Teuta.

## Statistiche

### Presenze e reti nei club
Statistiche aggiornate al 29 marzo 2024.
| Stagione         | Squadra          | Campionato       | Campionato | Campionato | Coppe nazionali | Coppe nazionali | Coppe nazionali | Coppe continentali | Coppe continentali | Coppe continentali | Altre coppe | Altre coppe | Altre coppe | Totale | Totale |
| Stagione         | Squadra          | Comp             | Pres       | Reti       | Comp            | Pres            | Reti            | Comp               | Pres               | Reti               | Comp        | Pres        | Reti        | Pres   | Reti   |
| ---------------- | ---------------- | ---------------- | ---------- | ---------- | --------------- | --------------- | --------------- | ------------------ | ------------------ | ------------------ | ----------- | ----------- | ----------- | ------ | ------ |
| 2018-2019        | Partizani Tirana | KS               | 0          | 0          | CA              | 1               | 0               | UEL                | -                  | -                  | -           | -           | -           | 1      | 0      |
| 2019-2020        | Kastrioti        | KP               | 21         | 4          | CA              | 1               | 0               | -                  | -                  | -                  | -           | -           | -           | 22     | 4      |
| 2020-2021        | Kastrioti        | KS               | 24+1       | 5+0        | CA              | 1               | 0               | -                  | -                  | -                  | -           | -           | -           | 26     | 5      |
| Totale Kastrioti | Totale Kastrioti | Totale Kastrioti | 45+1       | 9+0        |                 | 2               | 0               |                    | -                  | -                  |             | -           | -           | 48     | 9      |
| 2021-gen. 2022   | Kukësi           | KS               | 7          | 1          | CA              | 3               | 1               | -                  | -                  | -                  | -           | -           | -           | 10     | 2      |
| gen.-giu. 2022   | Teuta            | KS               | 15         | 3          | CA              | 2               | 0               | UCL+UECL           | -                  | -                  | SA          | -           | -           | 17     | 3      |
| 2022-gen. 2023   | Kukësi           | KS               | 11         | 2          | CA              | 2               | 1               | -                  | -                  | -                  | -           | -           | -           | 13     | 3      |
| Totale Kukësi    | Totale Kukësi    | Totale Kukësi    | 18         | 3          |                 | 5               | 2               |                    | -                  | -                  |             | -           | -           | 23     | 5      |
| gen.-giu. 2023   | Teuta            | KS               | 15         | 1          | CA              | 5               | 0               | -                  | -                  | -                  | -           | -           | -           | 20     | 1      |
| 2023-2024        | Teuta            | KS               | 27         | 7          | CA              | 3               | 1               | -                  | -                  | -                  | -           | -           | -           | 30     | 8      |
| Totale Teuta     | Totale Teuta     | Totale Teuta     | 57         | 11         |                 | 10              | 1               |                    | 0                  | 0                  |             | 0           | 0           | 67     | 12     |
| Totale carriera  | Totale carriera  | Totale carriera  | 120+1      | 23+0       |                 | 18              | 3               |                    | 0                  | 0                  |             | 0           | 0           | 139    | 26     |